# Didi Aboeli
Didi Aboeli (Georgisch: დიდი აბული) is een berg in de  Georgische regio Samtsche-Dzjavacheti. De berg heeft een hoogte van 3301 meter boven de zeespiegel en is daarmee de hoogste berg van het Samsarigebergte in de Kleine Kaukasus. Didi Aboeli is een uitgestorven stratovulkaan.